# Sakuramochi

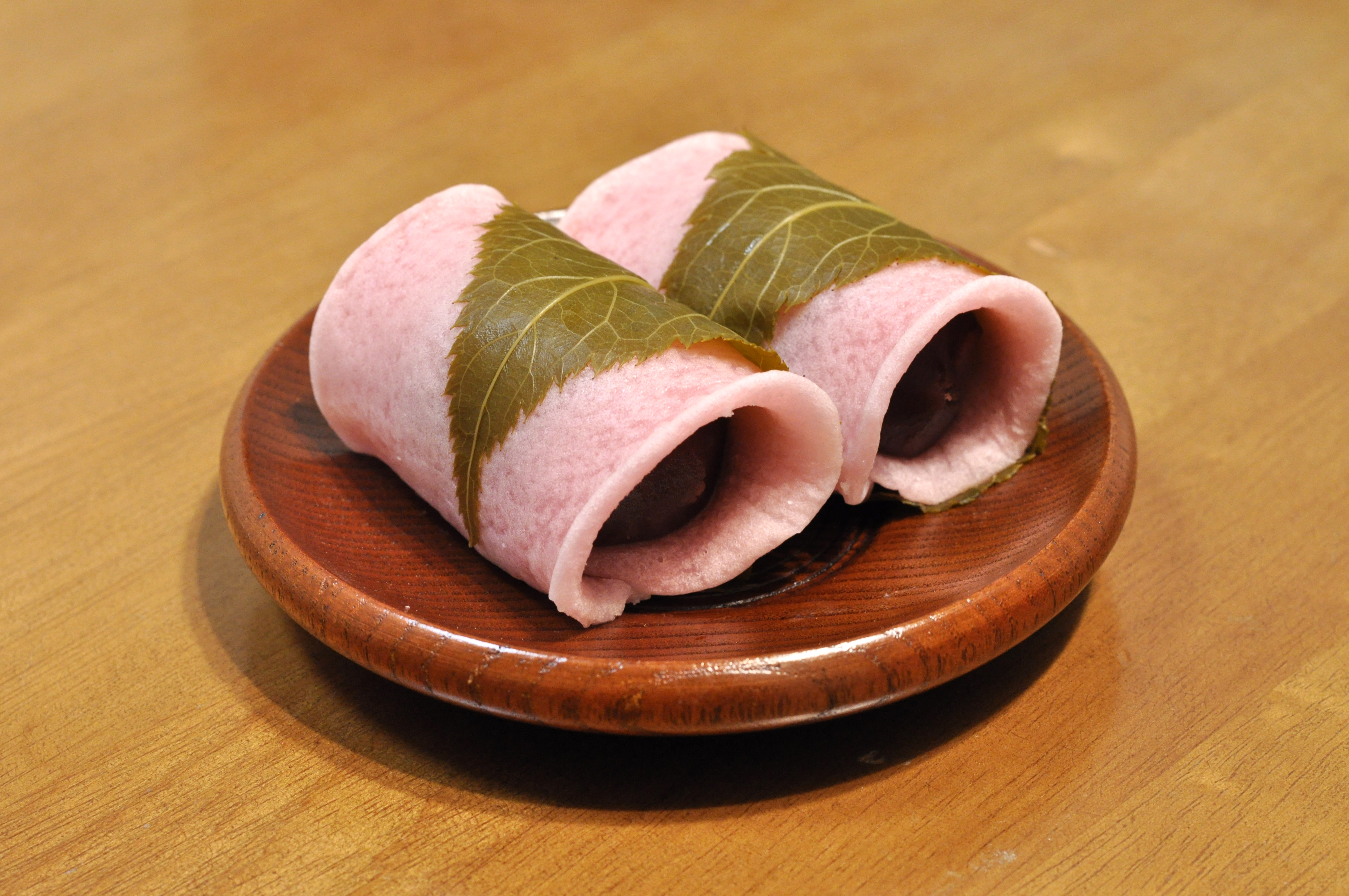
In der Region Kantō übliche Form des Sakuramochi

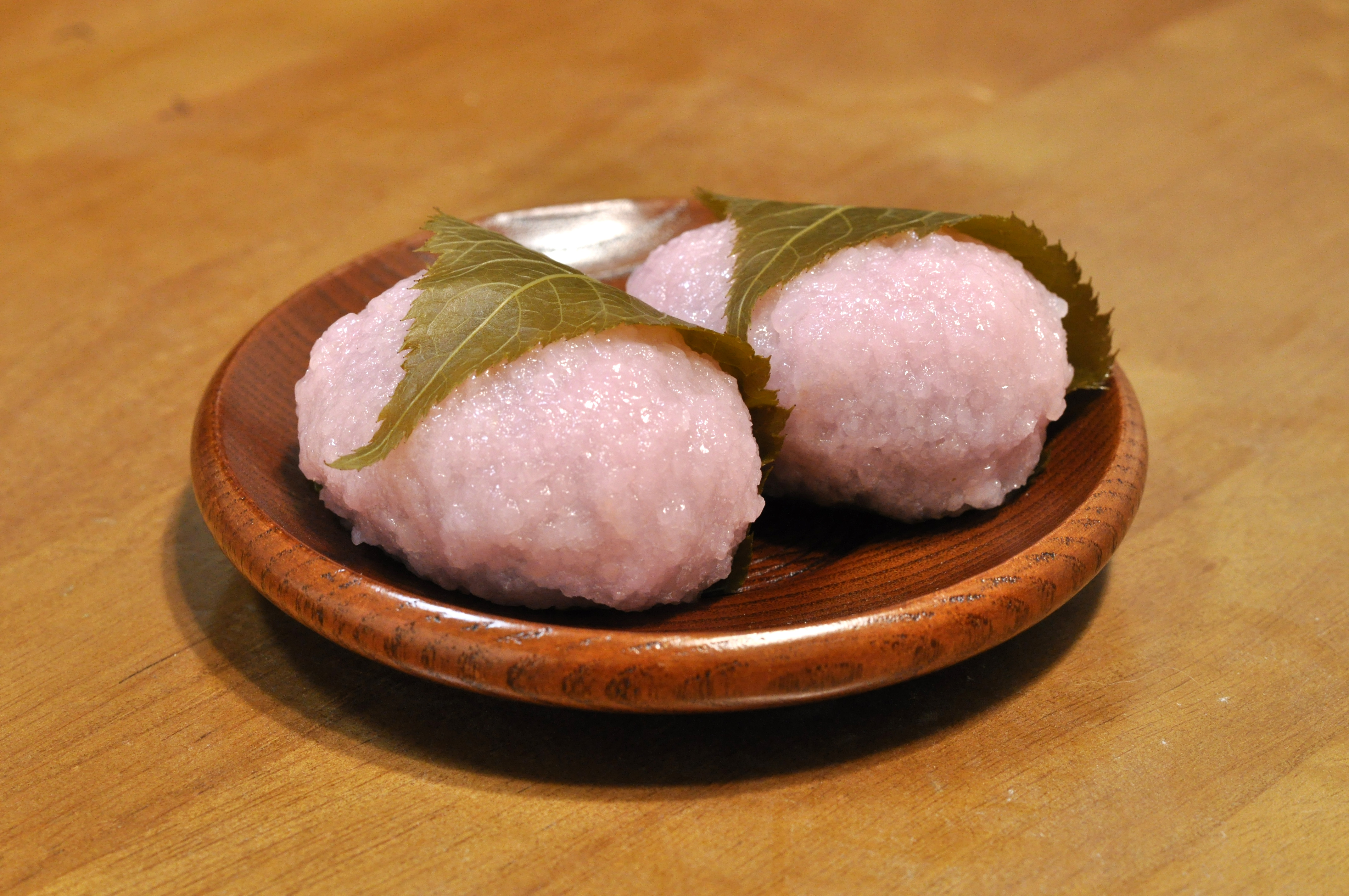
In der Region Kansai übliche Form des Sakuramochi

Sakuramochi (jap. 桜餅, „Kirsch-Mochi“) ist eine japanische Süßigkeit (Wagashi), die man bis heute in Japan traditionell im Frühling isst. Sakuramochi bestehen aus Mochiko (Reismehl), Wasser und einem rosa Farbstoff sowie einer Füllung aus Anko (rote Bohnenpaste), einer Paste aus zerstampften roten Adzukibohnen und Zucker. Sakuramochi ist mit einem eingesalzenen Kirschblatt umhüllt, um das Austrocknen zu vermeiden.
Form und Zubereitung von Sakuramochi variieren zwischen der Region Kantō rund um Tokio und der Region Kansai rund um Kyōto. Bei der in Kantō gängigen Variante ist der Teig aus Reismehl und dünn und wird auf einer runden, gusseisernen Platte gebacken; in den Teig werden pürierte Bohnen gewickelt. Die Sakuramochi haben eine zylindrische Form. Die in Kansai gängige Variante (jap. 道明寺 dōmyō-ji) ist eine gedämpfte Teigtasche mit einer Füllung aus ganzen Bohnen. Der Name leitet sich von Dōmyōji-ko (道明寺粉) her, der Bezeichnung für den gedämpften, getrockneten und gemahlenen Klebreis, aus dem die Teigtasche besteht und der seinen Ursprung in einem gleichnamigen Tempel in Osaka hat.